# Новогуйвинська територіальна громада
Новогуйвинська селищна територіальна громада — територіальна громада в Україні, у Житомирському районі Житомирської області, з адміністративним центром в селищі Новогуйвинське.

## Загальна інформація
Площа громади — 435,5 км², населення — 23 741 особа, з них: міське — 12 626 осіб, сільське — 11 115 (2020 р.).

## Населені пункти
До складу громади увійшли селища Гуйва, Новогуйвинське, Озерне та села Вертокиївка, Вишневе, Волиця, Гай, Глибочок, Головенка, Городище, Двірець, Залізня, Іванківці, Крути, Озерянка, Павленківка, Пряжів, Роздольне, Рудня-Городище, Ружки, Сінгури, Соснівка, Ставецьке, Троянів.

## Історія
Утворена відповідно до розпорядження Кабінету Міністрів України № 711-р від 12 червня 2020 року «Про визначення адміністративних центрів та затвердження територій територіальних громад Житомирської області» шляхом об'єднання Новогуйвинської селищної та Вертокиївської, Глибочанської, Головенківської, Озерянківської, Руднє-Городищенської, Сінгурівської, Троянівської сільських рад ліквідованого Житомирського району Житомирської області.